# Campeonato Argentino de Futebol de 1929
O Campeonato Argentino de Futebol de 1929, originalmente denominado Campeonato Estímulo1 e premiado com o troféu de mesmo nome. Foi a única competição organizada pela Asociación Amateurs Argentina de Football nesse ano, o que levou a que fosse homologado como o Campeonato Argentino de 1929, por conseguinte, foi o quadragésimo nono torneio da Primeira Divisão do futebol argentino, e o terceiro organizado pela dita associação. O certame foi disputado entre 1 de julho de 1929 e 9 de fevereiro de 1930, com os 35 participantes divididos em dois grupos denominados Impar e Par. O Gimnasia y Esgrima La Plata conquistou o seu primeiro título de campeão argentino.

## Participantes
| Equipe                  | Cidade               |
| ----------------------- | -------------------- |
| Almagro                 | Buenos Aires         |
| Argentino de Banfield   | Banfield             |
| Argentino del Sud       | Avellaneda           |
| Argentino de Quilmes    | Quilmes              |
| Argentinos Juniors      | Buenos Aires         |
| Atlanta                 | Buenos Aires         |
| Banfield                | Banfield             |
| Barracas Central        | Buenos Aires         |
| Boca Juniors            | Buenos Aires         |
| Chacarita Juniors       | Buenos Aires         |
| Colegiales              | Buenos Aires         |
| Defensores de Belgrano  | Buenos Aires         |
| El Porvenir             | Gerli                |
| Estudiantes             | Buenos Aires         |
| Estudiantes de La Plata | La Plata             |
| Estudiantil Porteño     | Buenos Aires         |
| Excursionistas          | Buenos Aires         |
| Ferro Carril Oeste      | Buenos Aires         |
| Gimnasia y Esgrima      | La Plata             |
| Huracán                 | Buenos Aires         |
| Independiente           | Avellaneda           |
| Lanús                   | Lanús                |
| Platense                | Buenos Aires         |
| Quilmes                 | Quilmes              |
| Racing Club             | Avellaneda           |
| River Plate             | Buenos Aires         |
| San Fernando            | San Fernando         |
| San Isidro              | San Isidro           |
| San Lorenzo             | Buenos Aires         |
| Sportivo Barracas       | Buenos Aires         |
| Sportivo Buenos Aires   | Buenos Aires         |
| Sportivo Palermo        | Buenos Aires         |
| Talleres                | Remedios de Escalada |
| Tigre                   | Victoria             |
| Vélez Sarsfield         | Buenos Aires         |

## Classificação final do Grupo Ímpar
| Pos | Equipes                     | Pts | J  | V  | E | D  | GM | GS | SG  |
| --- | --------------------------- | --- | -- | -- | - | -- | -- | -- | --- |
| 1.  | Gimnasia y Esgrima La Plata | 28  | 17 | 14 | 0 | 3  | 33 | 11 | +22 |
| 2.  | River Plate                 | 27  | 17 | 12 | 3 | 2  | 28 | 11 | +17 |
| 3.  | Lanús                       | 24  | 17 | 8  | 8 | 1  | 31 | 17 | +14 |
| 3.  | Racing Club                 | 24  | 17 | 10 | 4 | 3  | 24 | 17 | +7  |
| 5.  | Almagro                     | 21  | 17 | 8  | 5 | 4  | 19 | 18 | +1  |
| 6.  | Talleres                    | 19  | 17 | 7  | 5 | 5  | 16 | 13 | +3  |
| 7.  | San Fernando                | 17  | 17 | 6  | 5 | 6  | 31 | 20 | +11 |
| 7.  | Colegiales                  | 17  | 17 | 5  | 7 | 5  | 28 | 28 | 0   |
| 7.  | El Porvenir                 | 17  | 17 | 7  | 3 | 7  | 19 | 26 | -7  |
| 10. | Estudiantes de La Plata     | 16  | 17 | 7  | 2 | 8  | 32 | 20 | +12 |
| 11. | Tigre                       | 15  | 17 | 5  | 5 | 7  | 28 | 23 | +5  |
| 11. | Argentino del Sud           | 15  | 17 | 6  | 3 | 8  | 14 | 24 | -10 |
| 13. | Banfield                    | 14  | 17 | 5  | 4 | 8  | 18 | 23 | -5  |
| 14. | Huracán                     | 13  | 17 | 6  | 1 | 10 | 26 | 11 | +15 |
| 15. | Atlanta                     | 11  | 17 | 4  | 3 | 10 | 10 | 24 | -14 |
| 16. | San Isidro                  | 9   | 17 | 3  | 3 | 11 | 14 | 36 | -22 |
| 17. | Estudiantes Buenos Aires    | 8   | 17 | 2  | 4 | 11 | 8  | 41 | -33 |
| 18. | Platense                    | 7   | 17 | 3  | 1 | 13 | 7  | 23 | -16 |

|  |                                              |
|  | Classificado para disputar o título.         |
|  | Classificado para disputar o terceiro lugar. |

## Classificação final do Grupo Par
| Pos | Equipes                | Pts | J  | V  | E | D | GM | GS | SG  |
| --- | ---------------------- | --- | -- | -- | - | - | -- | -- | --- |
| 1.  | San Lorenzo            | 27  | 16 | 12 | 3 | 1 | 42 | 15 | +27 |
| 1.  | Boca Juniors           | 27  | 16 | 13 | 1 | 2 | 31 | 11 | +20 |
| 3.  | Independiente          | 20  | 16 | 7  | 6 | 3 | 38 | 18 | +20 |
| 3.  | Estudiantil Porteño    | 20  | 16 | 8  | 4 | 4 | 26 | 21 | +5  |
| 3.  | Chacarita Juniors      | 20  | 16 | 8  | 4 | 4 | 23 | 20 | +3  |
| 3.  | Vélez Sarsfield        | 20  | 16 | 9  | 2 | 5 | 23 | 21 | +2  |
| 7.  | Argentinos Juniors     | 15  | 16 | 5  | 5 | 6 | 16 | 22 | -6  |
| 7.  | Barracas Central       | 15  | 16 | 7  | 1 | 8 | 16 | 30 | -14 |
| 9.  | Sportivo Palermo       | 14  | 16 | 6  | 2 | 8 | 14 | 21 | -7  |
| 9.  | Quilmes                | 14  | 16 | 6  | 2 | 8 | 8  | 26 | -18 |
| 11. | Defensores de Belgrano | 12  | 16 | 4  | 4 | 8 | 12 | 18 | -6  |
| 11. | Sportivo Buenos Aires  | 12  | 16 | 4  | 4 | 8 | 20 | 19 | +1  |
| 11. | Excursionistas         | 12  | 16 | 5  | 2 | 9 | 20 | 33 | -13 |
| 14. | Argentino de Quilmes   | 11  | 16 | 4  | 3 | 9 | 16 | 17 | -1  |
| 14. | Argentino de Banfield  | 11  | 16 | 3  | 5 | 8 | 21 | 28 | -7  |
| 16. | Ferro Carril Oeste     | 10  | 16 | 2  | 6 | 8 | 23 | 25 | -2  |
| 16. | Sportivo Barracas      | 10  | 16 | 3  | 4 | 9 | 13 | 17 | -4  |

### Desempate do primeiro lugar
Boca Juniors e San Lorenzo terminaram ambos na primeira posição. Sendo necessário jogar um desempate para decidir o classificado para a final.
| Primeira partida | Primeira partida | Primeira partida | Primeira partida | Primeira partida    | Primeira partida |
| Equipe 1         | Resultado        | Equipe 2         | Estádio          | Data                |                  |
| ---------------- | ---------------- | ---------------- | ---------------- | ------------------- | ---------------- |
| Boca Juniors     | 2 - 2            | San Lorenzo      | River Plate      | 19 de enero de 1930 |                  |

| Segundara partida | Segundara partida | Segundara partida | Segundara partida | Segundara partida   | Segundara partida |
| Equipe 1          | Resultado         | Equipe 2          | Estádio           | Data                |                   |
| ----------------- | ----------------- | ----------------- | ----------------- | ------------------- | ----------------- |
| Boca Juniors      | 2 - 2             | San Lorenzo       | Racing Club       | 26 de enero de 1930 |                   |

| Terceira partida | Terceira partida | Terceira partida | Terceira partida | Terceira partida       | Terceira partida |
| Equipe 1         | Resultado        | Equipe 2         | Estádio          | Data                   |                  |
| ---------------- | ---------------- | ---------------- | ---------------- | ---------------------- | ---------------- |
| Boca Juniors     | 3 - 1            | San Lorenzo      | River Plate      | 2 de feevreiro de 1930 |                  |

|  |                                              |
|  | Classificado para disputar o título.         |
|  | Classificado para disputar o terceiro lugar. |

## Final pelo terceiro lugar
| Final       | Final     | Final       | Final       | Final                  | Final |
| Equipe 1    | Resultado | Equipe 2    | Estádio     | Data                   |       |
| ----------- | --------- | ----------- | ----------- | ---------------------- | ----- |
| River Plate | GP - PP   | San Lorenzo | Racing Club | 9 de fevereiro de 1930 |       |

- O San Lorenzo não se apresentou, devido esse fato, o River Plate foi declarado vencedor.

## Final pelo título
| Final                       | Final     | Final        | Final       | Final                  | Final |
| Equipe 1                    | Resultado | Equipe 2     | Estádio     | Data                   |       |
| --------------------------- | --------- | ------------ | ----------- | ---------------------- | ----- |
| Gimnasia y Esgrima La Plata | 2 - 1     | Boca Juniors | River Plate | 9 de fevereiro de 1930 |       |

## Premiação
| Campeonato Argentino de Futebol de 1929         |
| ----------------------------------------------- |
| Gimnasia y Esgrima La Plata Campeão (1° título) |

## Goleadores
| Jogador   | Jogador                | Gols | Equipe        |
| --------- | ---------------------- | ---- | ------------- |
| Argentina | Juan Bautista Cortesse | 13   | San Lorenzo   |
| Argentina | Manuel Seoane          | 13   | Independiente |

## Rebaixamento e promoção
O rebaixamento foi suspenso, devido as características de emergência do torneio, com a promoção do Honor y Patria os participantes do campeonato de 1930 aumentaram para 36.

## Bibliografía
- Estévez, Diego (2010). 38 Campeones del fútbol argentino 1891-2010. [S.l.]: Ediciones Continente. ISBN 978-950-754-301-2